# Heinrich Wilhelm August Kotzenberg
Heinrich Wilhelm August Kotzenberg (* 14. April 1813 in Wasserhorst bei Bremen; † 1. September 1881 in Bremen) war ein deutscher Schriftsteller, Dichter und Archivar.

## Leben und Werk
Heinrich Wilhelm August Kotzenberg wurde 1813 in Wasserhorst bei Bremen als Sohn eines Schullehrers und Organisten geboren. Nach einem Studium der neueren Sprachen entfaltete Kotzenberg seine Tätigkeit zuerst als Sprachlehrer, später dann als Archivar in der Bremer Bürgerschaft.
Neben zahlreichen sprach- und geisteswissenschaftlichen Werken erschien 1837 sein erster belletristischer Band Gedichte beim Verlag C. Schünemann in Bremen. Ein zweiter Band unter dem Titel: Armin oder die teutoburger Schlacht: Dramatatisches Gedicht in 5 Akten folgte im Jahre 1850 im Verlag A. D. Geisler ebenfalls in Bremen. Im Jahr 1875 wurden verschiedene Gedichte von Kotzenberg in der Lyrik-Anthologie Bremer Dichter des neunzehnten Jahrhunderts: Auswahl ihrer Gedichte mit biographischen Notizen. im Verlag Karl Tannen unter der Herausgeberschaft von Julius Graefe publiziert. Darunter weitere norddeutsche Dichter wie Arthur Fitger, August Freudenthal, Heinrich Lange oder Hermann Allmers. 
Kotzenberg verstarb im Alter von 68 Jahren in Bremen.

## Bücher (Auswahl)
- Gedichte. Lyrik. C. Schünemann, Bremen, 1837
- Armin oder die teutoburger Schlacht: Dramatatisches Gedicht in 5 Akten. Drama. A. D. Geisler, Bremen, 1850

## Anthologien (Auswahl)
- Bremer Dichter des neunzehnten Jahrhunderts: Auswahl ihrer Gedichte mit biographischen Notizen. Lyrik. Verlag Karl Tannen, Bremen, 1875, Seiten 168–172